# الحرب بين الحروب
الحرب بين الحروب (العبرية: המערכה בין המלחמות أو מב"ם، بمعنى "حملة عسكرية بين الحروب") تشير إلى الحملات الخفية التي تشنها دولة إسرائيل. يتم تنفيذ هذه الحملات من خلال جيش الدفاع الإسرائيلي والمجتمع الاستخباراتي الإسرائيلي، بهدف منع أعداء إسرائيل، أيًّا كانوا، من تطوير قدرات تمكنهم من الإخلال بتوازن الردع الإسرائيلي عبر اكتشاف وتدمير التهديدات الناشئة لأمن إسرائيل بشكل انتقائي.
من بين الأنشطة المنسوبة إلى إسرائيل: الضربة الجوية عام 2007 على مفاعل نووي مشتبه به في سوريا (عملية خارج الصندوق), اغتيال الجنرال السوري محمد سليمان (على الرغم من أنه لم يُنسب علنًا إلى إسرائيل، إلا أنه قيل إنها كانت مستشارة في العملية)، واغتيال عماد مغنية، القائد العسكري لحزب الله، وابنه، ومحمود المبحوح. كما تشمل الحملة الغارات الجوية الإسرائيلية على السودان (2009) أثناء الحرب على غزة (2008–2009)، وهجمات مايو 2013 على شحنات الأسلحة الإيرانية إلى حزب الله في دمشق، والغارة الجوية على قافلة أسلحة سورية في يناير 2013 بمنطقة الريف بدمشق، والهجوم في فبراير 2014 على قافلة أسلحة سورية متجهة إلى حزب الله في بعلبك، والأنشطة ضد البرنامج النووي الإيراني، وضرب حوالي 800 هدف في جميع أنحاء سوريا بين 2017 و2018.

## روابط خارجية
- إيتامار ليفشيتز وإيريز سيري-ليفي (2022). "عقيدة الحملات بين الحروب في إسرائيل: من الانتهازية إلى المبدأ". مجلة الدراسات الاستراتيجية DOI: 10.1080/01402390.2022.2104254